# 本庄繁長の乱
本庄繁長の乱（ほんじょうしげながのらん）は、永禄11年（1568年）4月から永禄12年（1569年）3月にかけて揚北衆の本庄繁長と越後国主の上杉謙信（当時は上杉輝虎、以下本項では｢謙信｣で統一する）との間で行われた越後国本庄城を中心とした大規模な内乱でその影響は信濃や越中方面にも伝わった。上杉家の主立つ武将が総動員された戦いであり、本庄繁長の武名が一躍有名になった戦い。この戦いは後に繁長の主君となる上杉景勝の初陣であったとも伝わる。

## 発端
永禄4年（1561年）、上杉謙信（政虎）と甲斐の武田信玄が戦った第四次川中島の戦いの軍議において、上杉家臣の長尾藤景は謙信の戦術を批判、これをきっかけに謙信と藤景は対立するようになっていた。その後、永禄11年（1568年）に謙信（輝虎）の命を受けた本庄城主・本庄繁長は祝宴の名目で藤景・景治兄弟を誘い出し、両者を誅殺。繁長自身も手傷を負いながら計画を遂行したものの、謙信からの恩賞はなかった。
これに不満を持っていた繁長に対し、謙信の上洛を阻もうとする武田信玄から誘いがあったことで繁長もその計略に乗り、謀反を計画するようになる。謙信は畠山七人衆によって能登を追放された畠山義続、畠山義綱父子を入国させるべく、七人衆方の神保氏張の居城守山城を攻撃に越中に進撃。これを機に、繁長は、謙信に不満を抱く国人衆を集めようとし、各国人衆に密書を送る。密書を送った主な人物は次の通り。
- 鮎川盛長 - 本庄分家、揚北衆
- 色部勝長 - 本庄分家、揚北衆
- 黒川実氏 - 揚北衆、黒川清実の近親者?
- 中条景資 - 揚北衆、中条藤資の子

しかし、景資はそのまま密書を謙信に見せ、繁長の謀反は発覚した。驚いた謙信は、即座に陣を引き払って春日山城（現・新潟県上越市）へ帰り、繁長の居城である本庄城（現・新潟県村上市）攻略の準備を進めた。謙信はただちに手を打った。本庄一族の鮎川盛長が忠誠を誓うと、中条はもちろんのこと色部、黒川などの揚北衆は次々と謙信方に付いた。こうして、繁長は、信玄の援軍が来るまで籠城を余儀なくされた。
尚、上述の繁長謀反の経緯であるが、正確な理由は分かっておらず、長尾藤景・景治暗殺についても謙信の命を受けた繁長が実行したことを証明する当時の史料が残っているわけではない。一説には繁長と藤景の争いは私闘に過ぎず、それを繁長の一方的な非であるとした謙信に繁長が反発したのではないかという説もある。ただし、この後に藤景の下田長尾氏は謙信(当時は輝虎)により滅ぼされているために謙信と藤景との間で何らかの軋轢があったことは確かと思われる。
更に鮎川盛長によって繁長が陥れられたとする伝承も伝えられている。天文20年（1551年）の本庄繁長と小河長資の対立で鮎川氏が小河方について以来、本庄氏と鮎川氏は小泉荘の支配を巡って緊張関係にあり、後日の話となるが乱の終了後も鮎川盛長が繁長の再度の謀叛を訴え出て、謙信も盛長の主張を不審に思いながらも警戒を指示している程であったからである。

## 包囲
ところが、信玄は永禄11年（1568年）7月に謙信方の飯山城の攻略にかかったものの、それ以上の進軍はおこなわず、同時期にむしろ他方面の駿河攻略に注力していたために積極的な攻勢には出なかった。また、繁長の反乱には、庄内の大宝寺義増が支援を行なっていた。謙信も当初は越中や信濃方面の情勢に対応するため春日山城を出陣することが出来なかったために自身の腹心である直江景綱や柿崎景家を下郡岩船に向かわせ揚北衆連合と共に本庄城を攻めていたが、繁長の頑強な抵抗に遭い劣勢を強いられた。信濃飯山から武田軍が撤兵すると謙信もようやく出馬した。謙信は本庄城攻略より先に大宝寺方へ兵力を差し向ける動きを見せると、義増は早々に降伏、息子義氏を人質として差し出した。謙信は本庄氏を支援する勢力を一掃した後、11月中旬頃にかけておよそ1万の軍勢をもって本庄城への包囲を強めた。それでも本庄城は落城せず上杉軍では攻城戦や本庄軍の夜襲攻撃で1000名程の死傷者を出す有り様だったという。
繁長は本庄城にて兵を挙げてからというもの春日山より派遣された上杉先鋒隊を局地戦で翻弄しており、荷駄隊を襲撃するなど激しく抵抗した。本軍が到着してからも籠城戦と夜襲も含めた局地戦を上手く使い分け謙信を散々に悩ませたようである。上杉軍は本庄城を包囲しながら堀や曲輪などの防御施設の破壊を試みるもそれ以上の手は打つことが出来ず戦局は徐々に膠着していった。

## 奮戦、そして帰参
繁長は謙信の軍勢に包囲される中でよく凌ぎ、翌永禄12年（1569年）1月10日（1569年2月7日）には謙信の軍勢に加わっていた色部勝長を夜襲によって討ち取る戦果を挙げている。しかし、その頃には既に本庄城の防備も限界をきたしていた。繁長は前年の12月から米沢の伊達氏、会津の蘆名氏による仲介講和を模索しはじめた。飛騨の三木良頼も謙信へ送った書状の中で伊達と蘆名を仲介しての和議成立に期待感を滲ませながら繁長へ穏便な処置を施すように勧告している。
その後は『本荘氏記録』によると3月18日に繁長は嫡男の千代丸（後の顕長）を人質として謙信に差し出すことで降伏し、自身は雨順斎と号したとある。
助命こそはされたものの、この後の謙信存命中は表立って活躍する機会はなかったようである。しかしながら、この戦いは本庄繁長の勇猛果敢さを示した戦いとして後の世にまで語り継がれることになった。

## 後日譚
乱の結果、小泉荘では鮎川盛長が台頭し、乱で没落した本庄氏・色部氏を圧迫した（色部氏は勝長死去後の混乱が生じていた）。御館の乱が終わった天正8年（1580年）秋に本庄繁長が鮎川盛長が衝突し、盛長には新発田重家が加勢していたが、繁長には謙信側近の1人であった竹俣慶綱と先の乱で父を繁長に殺された筈の色部長実が加勢していた。繁長の乱後、揚北衆の中で謙信の信任を背景に新発田氏が主導的な立場を取り、乱の鎮圧に功績があった鮎川氏が台頭していたが、この体制に対する反発が謙信側近層を含めて広範に広がり、謙信の死とそれに続く御館の乱をきっかけに表面化したと考えられている。そして、その対立が、新発田重家の乱の原因の一つになったと考えられている。